# Municipio San Pedro (Santa Cruz)
Das Municipio San Pedro ist ein Verwaltungsbezirk im Departamento Santa Cruz im Tiefland des südamerikanischen Anden-Staates Bolivien.

## Lage im Nahraum
Das Municipio San Pedro ist eines von fünf Municipios in der Provinz Obispo Santistevan. Es grenzt im Nordosten und Norden an die Provinz Guarayos, im Nordwesten an die Provinz Ichilo, im Südwesten an die Provinz Sara, im Süden an das Municipio Mineros und das Municipio Fernández Alonso und im Südosten an die Provinz Ñuflo de Chávez. Es erstreckt sich über etwa 200 Kilometer von Nordwesten nach Südosten mit einer mittleren Breite von 35 Kilometern.
Der zentrale Ort des Municipios ist die Landstadt San Pedro mit 4094 Einwohnern (Volkszählung 2012) am südwestlichen Rand des Municipios.

## Geographie
Das Municipio San Pedro liegt im tropischen Feuchtklima vor dem Ostrand der Anden-Gebirgskette der Cordillera Oriental. Die Region ist erst in den letzten Jahrzehnten erschlossen worden und war vor der Kolonisierung von tropischem Regenwald bedeckt, ist heute aber größtenteils Kulturland.
Die mittlere Durchschnittstemperatur der Region liegt bei knapp 25 °C (siehe Klimadiagramm San Pedro), die Monatswerte schwanken zwischen 21 °C im Juni/Juli und 26 bis 27 °C von Oktober bis März. Der Jahresniederschlag beträgt fast 1500 mm, die Monatsniederschläge sind ergiebig und liegen zwischen 50 mm im Juli und 250 mm im Januar.

## Bevölkerung
Die Einwohnerzahl des Municipios ist zwischen 1992 und 2012 auf fast das Doppelte angestiegen. dann im folgenden Jahrzehnt jedoch stark rückläufig gewesen:
| Jahr | Einwohner | Quelle       |
| ---- | --------- | ------------ |
| 1992 | 10.267    | Volkszählung |
| 2001 | 14.644    | Volkszählung |
| 2012 | 19.103    | Volkszählung |
| 2024 | 15.158    | Volkszählung |

Die Bevölkerungsdichte des Municipios bei der letzten Volkszählung von 2024 betrug 2,2 Einwohner/km².
Die Säuglingssterblichkeit war von 6,8 Prozent (1992) auf 5,8 Prozent im Jahr 2001 zurückgegangen, der Alphabetisierungsgrad bei den über 6-Jährigen von 76,4 Prozent (1992) auf 86,0 Prozent angestiegen.
94,1 Prozent der Bevölkerung sprechen Spanisch, 41,5 Prozent sprechen Quechua, 0,8 Prozent Guaraní und 0,4 Prozent Aymara.
91,6 Prozent der Bevölkerung haben keinen Zugang zu Elektrizität, 49,8 Prozent leben ohne sanitäre Einrichtung. (2001)
94,4 Prozent der 2038 Haushalte besitzen ein Radio, 48,4 Prozent einen Fernseher, 98,4 Prozent ein Fahrrad, 9,9 Prozent ein Motorrad, 13,9 Prozent ein Auto, 26,2 Prozent einen Kühlschrank, und 4,5 Prozent ein Telefon. (2001)

## Politik
Ergebnis der Regionalwahlen (concejales del municipio) vom 4. April 2010:
| Wahl- berechtigte |  | Wahl- beteiligung | gültige Stimmen |  | MAS-IPSP | VERDES | TODOS | FA    |
| ----------------- |  | ----------------- | --------------- |  | -------- | ------ | ----- | ----- |
| 5.752             |  | 4.735             | 3.935           |  | 2.657    | 591    | 349   | 338   |
|                   |  | 82,3 %            | 83,1 %          |  | 67,5 %   | 15,0 % | 8,9 % | 8,6 % |

Ergebnis der Regionalwahlen (elecciones de autoridades políticas) vom 7. März 2021:
| Wahl- berechtigte |  | Wahl- beteiligung | gültige Stimmen |  | MAS-IPSP | CREEMOS | ASIP   | SOL    | UNIDOS | MNR    |
| ----------------- |  | ----------------- | --------------- |  | -------- | ------- | ------ | ------ | ------ | ------ |
| 8.109             |  | 7.015             | 6.525           |  | 4.332    | 1.835   | 113    | 111    | 102    | 32     |
|                   |  | 86,51 %           | 93,01 %         |  | 66,39 %  | 28,12 % | 1,73 % | 1,70 % | 1,56 % | 0,49 % |

## Gliederung
Das Municipio San Pedro ist nicht weiter in Kantone (cantones) unterteilt. 

## Ortschaften im Municipio San Pedro
- San Pedro 4094 Einw. – Hardeman 3321 Einw. – Sagrado Corazón 1906 Einw. – San Juan del Piraí 1361 Einw. – San José del Norte 1155 Einw. – Canandoa 1025 Einw. – Litoral 641 Einw. – Villa Rosario 412 Einw. – Murillo 383 Einw.